# Вооружённые силы Словакии
Вооружённые силы Словацкой Республики (словац. Ozbrojené sily Slovenskej republiky) — совокупность войск Словацкой Республики, предназначенных для защиты свободы, независимости и территориальной целостности государства. 
ВС Словакии состоят из органов военного управления, сухопутных войск, военно-воздушных сил и сил специальных операций, а также включают войска противовоздушной обороны, пограничные войска и войска гражданской обороны. Девиз — «Честь и слава» (словац. Česť a sláva).

## История

### Вооружённые силы Словацкой Республики (1939—1944)
В конце января 1939 года премьер-министр Словакии Й. Тисо объявил, что штурмовые отряды «Hlinkova garda» начали военную подготовку и в дальнейшем станут основой для словацкой армии. Кроме того, он потребовал от правительства Чехословакии, чтобы все военнослужащие-словаки, проходившие службу в чехословацкой армии, проходили военную службу на территории Словакии. 27 февраля 1939 года правительство Чехословакии согласилось на укомплектование воинских частей в Словакии исключительно словаками и перевод к 1 марта 1939 года всех офицеров словацкой национальности из Чехии и Моравии в словацкие части. При этом, на территории Словакии при участии немецких офицеров продолжалась военная подготовка и реорганизация штурмовых отрядов «Глинковой гвардии» с целью создания из них «вспомогательной армии».
В результате немецкой оккупации и расчленения Чехословакии, 14 марта 1939 года было создано марионеточное «государство Словакия» (Slovenský štát).
В этот же день, 14 марта 1939 года венгерские войска перешли в наступление в Закарпатье. Находившиеся в регионе подразделения восточной армии Чехословакии (которые с 14 марта 1939 года перешли в подчинение правительству Словакии) поначалу предпринимали действия по противодействию продвижению венгерских войск и разоружению боевиков «Карпатской сечи» (в частности, в городе Хуст), но затем начали отход. В результате, к 17 марта 1939 года венгерские войска заняли территорию Карпатской Украины. 18 марта 1939 года в Вене был подписан германо-словацкий договор, по которому Третий рейх брал Словакию под своё покровительство и выступал гарантом её независимости. В западной части Словакии была создана «зона безопасности» (Schutzzone), в которую были введены немецкие войска.
23 марта 1939 года в Берлине был подписан германо-словацкий договор сроком на 25 лет, в соответствии с которым Германия получила права держать на территории Словакии свои войска, строить базы и иные военные объекты, а правительство Словакии принимало на себя обязательства проводить внешнюю политику и строить собственные вооружённые силы по согласованию с правительством Германии.
Формирование вооружённых сил Словакии было начато на основе военизированных вооружённых отрядов словацких фашистов «Глинкова гвардия» и личного состава подразделений чехословацкой армии, оставшихся на территории Словакии. Вооружение, бронетехника (30 танкеток LT vz.33, 27 лёгких танков LT vz.34, 52 танка LT vz.35, 21 танк LT vz.40, 19 бронемашин OA vz.30, бронеавтомобили OA vz.27 и др.), артиллерия (37-мм противотанковые пушки «шкода», полевые орудия и др.), автомашины и тягачи также принадлежали чехословацкой армии.
В состав вооружённых сил «государства Словакия» входили:
- сухопутные войска (Slovenská Armáda)
- военно-воздушные силы (Slovenské Vzdusné Zbrane)
- вспомогательные военизированные формирования:
  - служба противовоздушной обороны (Civilná Protiletecká Obrana)
  - служба государственной охраны (Stráž obrany štátu, SOŠ) — создана в ноябре 1943 года, расформирована 15 сентября 1944 года

Первоначально, в 1939 году военнослужащие словацкой армии были обмундированы в униформу чехословацкой армии с новыми знаками различия (вместо погон были введены петлицы; все военнослужащие носили нарукавные повязки красного цвета с изображением чёрной свастики в белом круге; кроме того, у некоторых военнослужащих на каске было нанесено изображение патриаршего креста с двумя перекладинами); позднее, военнослужащие словацкой армии носили униформу немецкого образца с «национальной» нашивкой на рукаве.
23-31 марта 1939 года вооружённые силы неуспешно вели оборонительные бои против войск Венгрии, которые захватили часть территории в восточной части Словакии.
В середине июля 1939 года при содействии со стороны Германии власти Словакии приняли решение о создании в рамках словацкой армии отдельных регулярных подразделений из этнических немцев, в результате «фольксдойче» были укомплектованы 2-й батальон 3-го пехотного полка (под командованием майора Вальтера Домеса) и 2-й артиллерийский дивизион 12-го артиллерийского полка (под командованием майора Кароля Пихла). Особого статуса эти части не получили, но для «фольксдойче» было предусмотрено небольшое отличие в знаках различия — хотя они были обмундированы в стандартную униформу словацкой армии, на воротнике они носили щиток со свастикой.
В ночь с 25 на 26 августа 1939 года с территории Словакии в Польшу была переброшена диверсионная группа абвера под командованием лейтенанта Херцнера, имевшая задачу обеспечить захват стратегического тоннеля на железнодорожной линии Кошице — Богумин.
В дальнейшем, после начала немецкого вторжения в Польшу в сентябре 1939 года войска Словакии совершили вторжение на территорию Польши и принимали участие в боях с подразделениями польской армии. Кроме того, на аэродромах Словакии базировались 175 самолётов из состава 4-го воздушного флота люфтваффе.
Личный состав словацкой армии также использовался для подавления протестных выступлений населения:
- так, 30 октября 1940 года крупная забастовка горняков в Гандловой была подавлена жандармерией и войсками с применением танков и бронемашин[7]

24 ноября 1940 года правительство Словакии подписало Тройственный пакт.
В дальнейшем, на территории Словакии началось военное строительство аэродромов и иной инфраструктуры для обеспечения немецких войск группы армий «Heeresgruppe B».
Кроме того, в 1940—1941 гг. немцы передали Словакии 37 трофейных танков Pz.Kpfw.38(t) Ausf.S
22 июня 1941 года, в день нападения Германии на СССР, боевая группа словацкой армии (3500 наиболее боеспособных словацких военнослужащих из состава «подвижной бригады» и несколько лёгких танков чехословацкого производства) под руководством немецких офицеров вместе с частями немецкой 17-й армии вермахта атаковала советские войска в районе города  Липовец. Атака была неуспешной — словаки понесли потери, большинство их танков было подбито и они отступили на исходные позиции
23 июня 1941 года правительство Й. Тисо объявило войну СССР и отправило на восточный фронт подвижную группу «Калинчак» и «Словацкий экспедиционный корпус», которые участвовали в боевых действиях против советских войск. Кроме того, словацкие части несли охранную службу и участвовали в борьбе с советскими партизанами на оккупированной территории СССР.
- в конце июля 1941 года на Восточный фронт были отправлены шесть авиаэскадрилий военно-воздушных сил Словакии.

25 ноября 1941 года правительство Словакии подписало Антикоминтерновский пакт.
13 декабря 1941 года правительство Й. Тисо объявило войну Великобритании и США, однако Великобритания и США в течение всей войны не объявляли войну Словакии.
В 1942 году немцы передали Словакии 14 самолётов-разведчиков FW.189А-1, которыми была укомплектована 1-я разведывательная авиаэскадрилья (также направленная на Восточный фронт).
После окружения немецких войск под Сталинградом и начала советского наступления на Северном Кавказе словацкие подразделения, находившиеся в составе группы армий «A», были деморализованы, участились случаи дезертирства словацких военнослужащих и их перехода на сторону советских войск и советских партизан.
- так, 15 мая 1943 года в районе деревни Ремезы (БССР) на сторону советских партизан перешёл начальник штаба 101-го пехотного полка капитан Ян Налепка с группой офицеров и солдат полка. 18 мая 1943 года в советском партизанском соединении А. Н. Сабурова был создан партизанский отряд из чехов и словаков[24]. 8 июня 1943 года к ним присоединился словацкий солдат Мартин Корбеля, который приехал на танке — так партизаны получили исправный танк LT vz.38 с боекомплектом[25]
- 29-30 октября 1943 года в районе Мелитополя на сторону советских войск перешли 2600 военнослужащих 1-й словацкой пехотной дивизии[26].

В июне 1943 года правительство Й. Тисо заказало у немцев 58 танков LT-38 для словацкой армии, после чего немцы поставили словацкой армии 37 танков Pz.Kpfw.38(t) различных модификаций, 7 танков PzKpfw III Ausf.N, 16 танков PzKpfw II Ausf.F и 18 противотанковых САУ Sd.Kfz.138 «Marder III». Кроме того, в 1943—1944 гг. немцы передали словацкой армии 30 гусеничных артиллерийских тракторов-тягачей TVI, 45 шт. полевых гаубиц le.F.H.18 для батарей на конной тяге и 8 шт. полевых гаубиц le.F.H.18/40 для моторизованных батарей.
В дальнейшем, словацкие части на Восточном фронте вошли в состав созданной 31 марта 1944 года немецкой группы армий «Южная Украина».
Весной 1944 года c разрешения немецкого командования была создана Восточнословацкая армия.
12 августа 1944 года Тисо ввёл военное положение на всей территории Словакии. После начала Словацкого восстания, в ходе которого на сторону восставших переходили военнослужащие и подразделения словацкой армии, 29 августа 1944 года немецкое командование начало разоружение словацкой армии, военнослужащие которой не оказали сопротивления немецким войскам. В дальнейшем, некоторые офицеры словацкой армии продолжили военную службу на стороне гитлеровской Германии, часть солдат была демобилизована, однако большая часть военнослужащих была отправлена в концентрационные лагеря.
В период после Словацкого восстания, немцы пополнили личный состав словацких подразделений, продолжавших службу на стороне Третьего рейха за счёт граждан Третьего рейха словацкого происхождения, а некоторое количество немцев-«фольксдойче», ранее служивших в словацких вооружённых силах, были переведены на службу в немецкой армии.
В целом, в течение войны Словакия мобилизовала на военную службу 80 тыс. человек, из которых 50 тыс. были направлены на Восточный фронт. В войне против СССР непосредственно участвовали воинские части Словакии, эквивалентные 2,5 дивизиям: две пехотные дивизии, три артиллерийских полка (один гаубичный полк, один полк противотанковой артиллерии и один зенитно-артиллерийский полк), один авиаполк и один танковый батальон — в общей сложности, 42,5 тыс. военнослужащих, 246 орудий и миномётов, 35 танков и 160 самолётов (в том числе, 16 истребителей Messerschmitt Bf.109E3, 25 истребителей Avia B.534, 30 лёгких бомбардировщиков Letov Š-328 и др.). Кроме того, был построен эрзац-бронепоезд «Орел-1», который использовался для охраны железнодорожной линии Пинск — Гомель
- потери словацкой армии на Восточном фронте составили 1565 военнослужащих убитыми, умершими от ран и болезней и пропавшими без вести, а также 5200 пленными[35]
- с учётом раненых, потери словацкой армии на Восточном фронте составили свыше 2 тыс. военнослужащих убитыми, умершими от ран и болезней, пропавшими без вести и ранеными[20].

Помимо вооружённых сил Словакии, граждане Словакии служили в вооружённых формированиях Третьего рейха, в том числе в подразделениях и войсках СС.
- в 1944 году при «Абвергруппе-218» (приданной штабу командующего немецкими войсками в Словакии) началось создание боевых подразделений. 2-й специальный отряд «Абвергруппы-218» был сформирован из 220 словацких фашистов, принятых на немецкую военную службу[36];
- словаки служили в 4-й роте 502-го егерского батальона СС[37]
- в 1944 году на территории Словакии из немцев и словаков была сформирована оперативная группа «SS-Jagdeinsatz Slowakei», находившаяся в подчинении «Истребительного соединения СС „Юго-Восток“» («SS-Jagdverband Südost»)[38].
- позднее, из немцев и словаков была сформирована боевая группа ваффен-СС «Шнеевиттхен» («SS-Kampfgruppe „Schneewittchen“»), которая принимала участие в борьбе с партизанами

В общей сложности, только в подразделениях и войсках СС служило до 6 тыс. словаков и 12 тыс. проживавших на территории Словакии немцев-«фольксдойче» (количество служивших в вермахте, подразделениях и войсках СС за всё время войны составляло от 70 % до 80 % от общего количества проживавших на территории Словакии немцев-«фольксдойче» мужского пола в возрасте от 17 до 40 лет). Кроме того, этнические немцы-«фольксдойче», проживавшие на территории Словакии, с 1939 года служили в вооружённых отрядах «Freiwillige Schutzstaffel», находившихся в подчинении «общих СС». Ещё 850 граждан Словакии служили в немецких строительных частях и 2000 — в «помощниках Люфтваффе».

### Вооружённые силы Словацкой Республики (с 1993 года)
Вооружённые силы Словакии были воссозданы в 1993 году, после распада Чехословакии.
1 сентября 1994 года главное командование вооружённых сил Словакии было преобразовано в Генеральный штаб вооружённых сил Словакии. В дальнейшем, до конца 1994 года было уменьшено количество генералов и офицеров, а численность вооружённых сил — сокращена до 46 667 человек.
С 1994 года Словакия активно участвовала в программе НАТО «Партнёрство ради мира» (Partnership for Peace).
В 1995 году численность вооружённых сил составила 47 тыс. чел.
Словакия направила военнослужащих в состав миротворческого контингента ООН в Анголе (United Nations Angola Verification Mission III, 1995—1997).
В августе 1995 года Словакия приняла участие в учениях «Cooperative Nugget 95» в штате Луизиана, в объединённый центр боевой подготовки был отправлен один усиленный взвод (50 военнослужащих).
Весной 1996 года было начато создание территориальных войск («Домообрана») — на территории страны были созданы 43 мобилизационных пункта, начата запись офицеров и добровольцев для создания в каждом районе Словакии одной роты численностью 180 человек. На вооружение «домообраны» было передано лёгкое стрелковое оружие и бронетранспортёры, однако в случае военного времени предусмотрено довооружение этих подразделений противотанковыми средствами.
В 1996 году в составе вооружённых сил Словакии было начато создание «батальона быстрого реагирования» — первого подразделения, построенного по образцу подразделений вооружённых сил стран НАТО. В состав батальона вошли три механизированные роты, противотанковое подразделение, миномётная батарея, взвод МТО и зенитное подразделение. Штатная численность военнослужащих батальона составляла 636 человек (63 офицера, 26 прапорщиков и 547 сержантов). Местом постоянной дислокации батальона стал город Мартин.
В 1998 году Словакия направила военнослужащих в состав UNDOF — миротворческого контингента ООН для несения службы на Голанских высотах. В феврале 2008 года было принято решение о выводе словацких миротворцев.
После начала летом 1999 года операции НАТО по стабилизации обстановки в Косово и Метохии, Словакия направила военнослужащих в состав контингента KFOR.
Кроме того, Словакия направила военнослужащих в состав контингента НАТО в Боснии и Герцеговине.
В 2000 году правительство Словакии приняло решение уничтожить все шесть имевшихся комплексов оперативно-тактических ракет «Ока», уничтожение производилось на территории Словакии (на заводах в городах Новаки и Тренчин), финансирование действий по ликвидации комплексов осуществили США.
Также, в 2000 году Словакия направила миротворческий контингент в состав миссии ООН в Эфиопии и Эритрее — UNMEE (в феврале 2002 года в автокатастрофе здесь погиб один военнослужащий словацкой армии).
В 2001 году численность вооружённых сил составляла 33 тыс. чел., в том числе: численность Сухопутных войск — 19,8 тыс. чел., ВВС — 10,2 тыс. чел. Численность резерва (национальная гвардия) — 20 тыс. чел., военизированных формирований — 2,6 тыс. чел. (в том числе силы внутренней безопасности — 1,4 тыс. чел.).
С 2002 года был начат переход от всеобщей воинской обязанности к комплектованию вооружённых сил по контракту. С 1 августа 2005 года отменена всеобщая воинская обязанность, состоялся переход к контрактной армии.
Также, с 2002 до 16 июня 2021 года Словакия принимала участие в войне в Афганистане.
15 ноября 2002 года Венгрия, Румыния, Словакия и Украина создали многонациональный инженерный батальон «Тиса» четырёхротного состава (от Словакии в состав батальона вошла одна инженерная рота).
В начале 2003 года начал деятельность Военный ординариат Словакии.
Военнослужащие Словакии входят в состав миротворческого контингента ООН на острове Кипр (277 военнослужащих, один из них погиб при высадке из вертолёта в июне 2004).
В 2003 - 2007 гг. Словакия принимала участие в войне в Ираке.
29 марта 2004 года Словакия вступила в блок НАТО и приняла на себя обязательство увеличить военные расходы.
С того же 2004 года словацкие части несут службу в составе контингента в Боснии и Герцеговине в рамках операции EUFOR ALTHEA
В 2006 году численность вооружённых сил составила 26 200 человек.

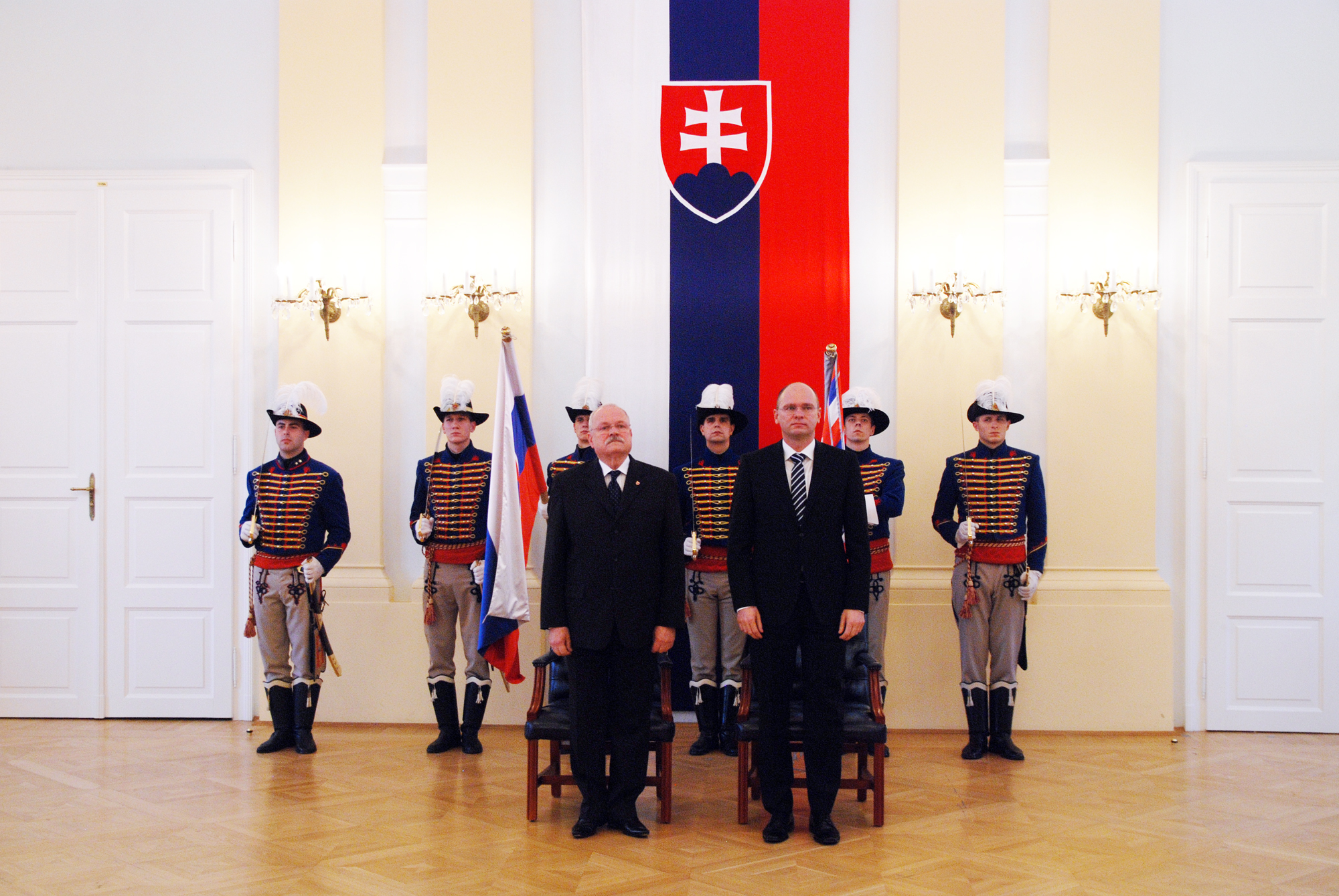
Президент Словакии Иван Гашпарович и председатель Национального Совета Рихард Сулик с почётным караулом. Историческая униформа почётного караула основана на униформе словацких добровольцев 1848 г., в частности, на униформе Янко Францисци.

1 октября 2007 года в городе Тренчин был открыт учебный центр НАТО — «Центр изучения передового опыта в области разминирования» (Explosive Ordnance Disposal Centre of Excellence, EOD COE)
Также, в октябре 2007 года Словакия подписала соглашение о военном сотрудничестве с Израилем.
В апреле 2008 года Словакия и Казахстан подписали соглашение о военном сотрудничестве. В частности, соглашение предусматривает обучение офицерского состава вооружённых сил Казахстана на курсах в городе Липтовски Микулаш и на базе центра «партнёрство во имя мира» НАТО, а также проведение стажировки казахстанских военных медиков в центральном военном госпитале Словакии в городе Ружомберок.
В 2009 году Словакия закупила 10 бронемашин Iveco LMV, в дальнейшем, их количество было увеличено до 40 машин. Бронемашины Iveco LMV M65E вооружённых сил Словакии оборудованы боевым модулем, разработанным словацкой компанией «EVPU Нова Дубница» в сотрудничестве с чешским военным ремонтным предприятием VOP-026 «Штернбек», стоимость одной машины составляет 27 млн крон.
28 марта 2013 года между министерствами обороны Грузии и Словакии был подписан Меморандум о сотрудничестве в военной сфере.

## Современное состояние

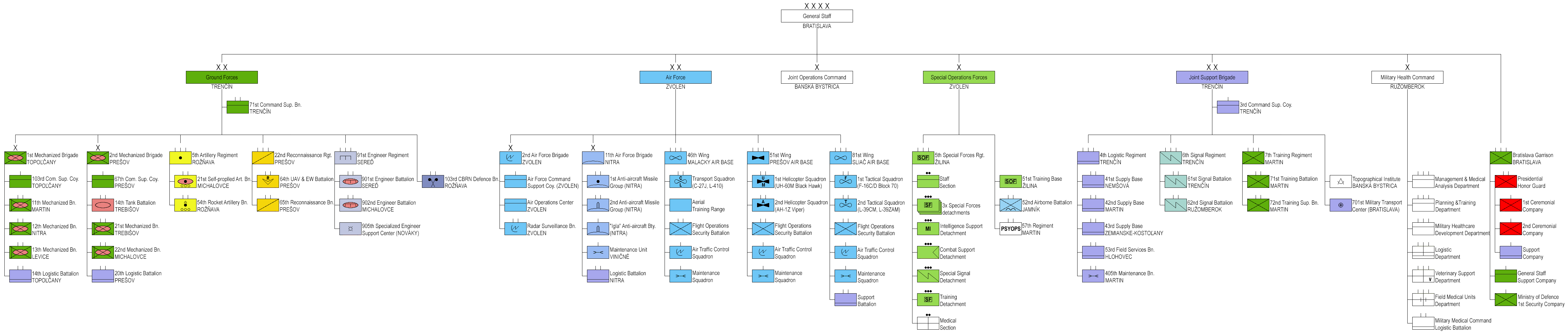
ОШС на 2024 г.

По состоянию на 2011 год, общая численность вооружённых сил составляла 16 530 человек.
- Сухопутные войска: 7322 чел., включают в себя штаб, две механизированные бригады, отдельный разведывательный полк, один артиллерийский дивизион, один инженерный батальон и один батальон химической защиты. На вооружении имеется 245 танков Т-72М, 383 БМП, 132 бронетранспортёров, 5340 орудий полевой артиллерии (в том числе, 119 самоходных гаубиц «Дана», 46 самоходных гаубиц «Гвоздика», 51 шт. буксируемых гаубиц Д-30, 16 шт. гаубиц М-200), 84 РСЗО, 12 шт. 120-мм миномётов, 425 ПУ ПТУР, 48 шт. ЗРК[63].
- Военно-воздушные силы: 4190 чел., 22 истребителя МиГ-29 (из них 12 модернизированы до стандартов НАТО), три Су-22М4, 15 шт. L-39, 16 боевых вертолётов Ми-24, 14 шт. вертолётов Ми-8 и Ми-17, шесть Ми-2[63].

В июне 2019 года были образованы Силы специальных операций (штаб в Тренчине).